# نرسس هوهانیسیان
نِرسِس گدرنی هوهانیسیان (ارمنی: Ներսես Գեդեոնի Հովհաննիսյան؛ زادهٔ ۱۲ اکتبر ۱۹۳۸ - درگذشته ۲۳ اکتبر ۲۰۱۶) یک بازیگر، کارگردان فیلم و فیلم‌نامه‌نویس اهل ارمنستان بود.

## زندگی‌نامه
وی از دپارتمان کارگردانی انستیتو تئاتر و هنرهای زیبای ایروان در سال ۱۹۵۹ فارغ‌التحصیل شد. از آن زمان در استودیوهای آرمن‌فیلم مشغول به کار شد. در ۱۹۶۷–۱۹۶۶ در جریان فیلمبرداری فیلم «معاصر تو» دستیار کارگردان روسی، یولی رایزمن بود. علاوه بر کارگردانی گهگاهی در فیلم‌های ارمنی نقش‌آفرینی نیز می‌کرد. وی در گورستان ترویکوروفسکوی به خاک سپرده شد.

## گزیده فیلم‌شناسی
فیلم‌هایی که وی در آنها حضور داشته‌است می‌توان به آثار زیر اشاره کرد:
- عروسی از شمال (به عنوان کارگردان)
- آخرین یکشنبه (به عنوان هنرپیشه)

## نگارخانه

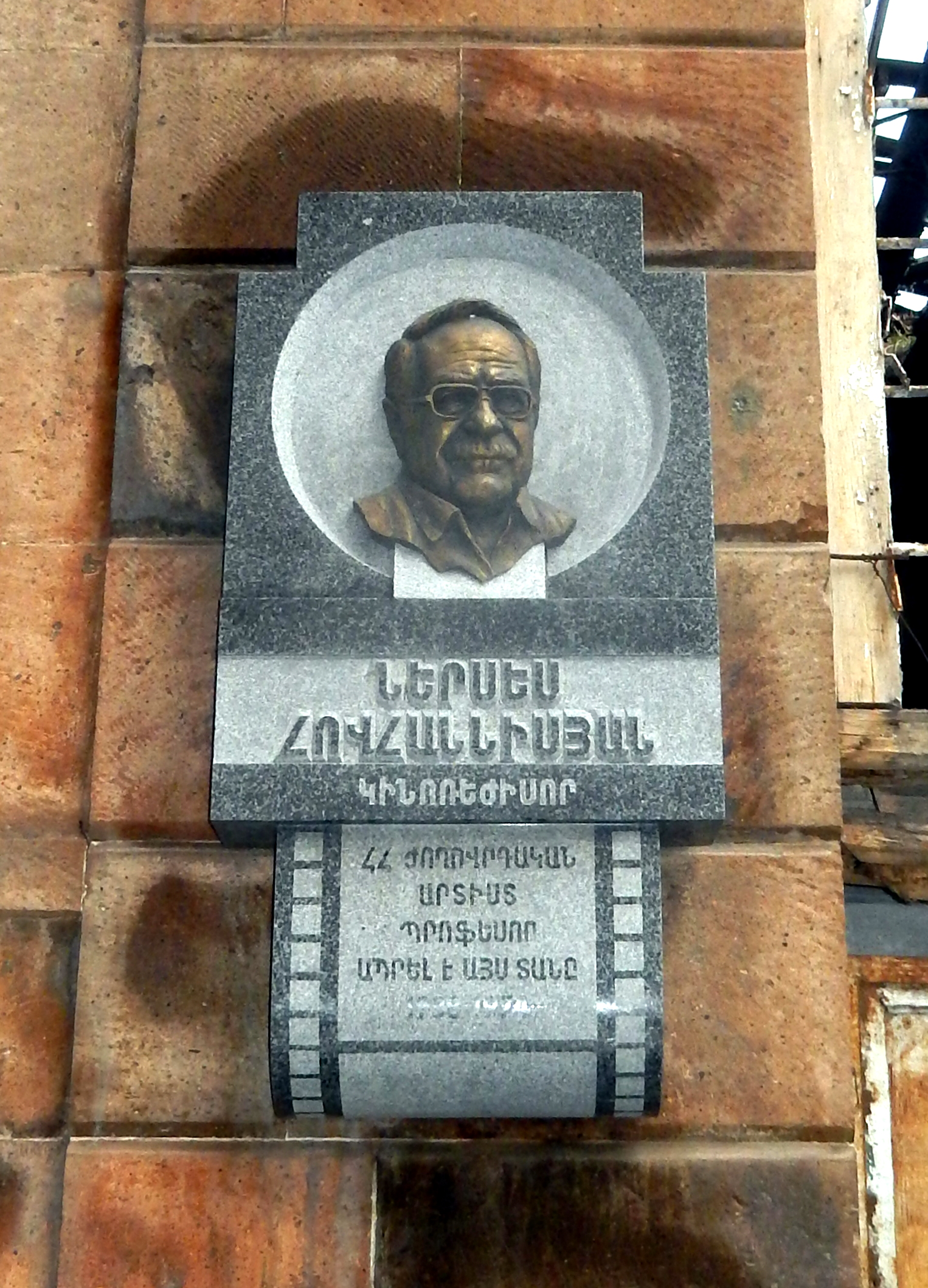